# Dimos Ioánnina
Dimos Ioánnina (Ioannina) är en kommun i Grekland.   Den ligger i prefekturen Nomós Ioannínon och regionen Epirus, i den nordvästra delen av landet, 300 km nordväst om huvudstaden Aten. Antalet invånare är 112 486. Dimos Ioánnina ligger vid sjön Límni Pamvótida.